# Halisarca metabola
Halisarca metabola är en svampdjursart som beskrevs av de Laubenfels 1954. Halisarca metabola ingår i släktet Halisarca och familjen Halisarcidae.
Artens utbredningsområde är Palau. Inga underarter finns listade i Catalogue of Life.